# ビタミンB12欠乏症
ビタミンB12 欠乏症（ビタミンびーじゅうにけつぼうしょう）、または低コバラミン血症（ていコバラミンけっしょう）は、血中の シアノコバラミン（ビタミンB12）濃度が低いことをいう。

## 解説
ビタミンB12血液レベルが、200pg/mL(145pmo/L)を下回る場合にビタミンB12欠乏症を示す。欠乏の主要原因は3つに分類される。
1. 吸収障害（吸収力の低下）
  - 内因子[3]の欠如 - 悪性貧血[4]、胃粘膜の破壊、胃の摘出手術、または内分泌障害による、
  - 内因子阻害 - 胃酸[5]の分泌減少、小腸[6]の疾患（例：炎症性腸疾患、慢性無熱性栄養吸収不全症候群(スプルー)、悪性腫瘍、胆嚢または慢性膵炎などの膵臓疾患）
  - ビタミンB12に対する競合（魚条虫の腸管への寄生、または盲管症候群）
  - HIV/エイズ[4]
2. 摂取の減少（不適切な食事）
  - 完全菜食、胃の全摘[7]やヴィーガンの食事の母親による母乳栄養の乳児、流行食、ダイエット、アレルギー回避食による栄養失調[8]
3. 利用障害
  - 酵素欠損、肝臓疾患、輸送蛋白異常、遺伝性疾患

成人の診断は、ビタミンB12 血液レベルの正常化下限(200〜350pg/mL [145〜260pmol/L])以下。またメチルマロン酸レベルが高い人（値>0.4micromol/L）も欠乏症と診断される。しかし、メチルマロン酸値の上昇は、マロン酸値の上昇を伴う場合、見落とされがちな代謝異常、マロン酸およびメチルマロン酸尿合併症(CMAMMA）を示すこともある。
欠乏症と診断された場合は、サプリメントにより経口投与（もしくは注射）で簡単に治療できる。唾液・胃液により吸収が進められる。菜食主義の妊婦には欠乏予防のためにサプリメント補給を推奨される。健康な人の過剰ビタミンB12 摂取による害はない。場合によっては根本的な原因の改善で治ることがある。根本的な原因の改善で治らないその他の場合は継続的なサプリメントの摂取を必要とする。60歳下の発症は約6%、60歳以上の発症は約20%である。アフリカやアジアでは発症率が80%を上まわる地域もある。

## 症状
欠乏が進行すると貧血症状を起こすことがあるが、欠乏が軽度の場合は現れない。脾腫および肝腫大が生じる。希に舌炎。
消化管症状は食欲不振、便秘、および限局性に乏しい腹痛。
神経症状は、思考力の低下やうつ病、興奮、情緒不安定（イライラ）などの性格の変化がある。 痺れ、反射の変化、味覚症害、 心機能低下、生殖率低下などがある。子供にみられる症状は成長障害、 発達障害、運動障害などがある。早期に治療されなかった場合、生涯的な症状障害になりえる。
小児の場合、脳発達障害や成長障害。

## 治療
ビタミンB12製剤の皮下注射、経口投与。